# Atelopus carrikeri
Atelopus carrikeri é uma espécie de sapo da família Bufonidae. Ele é endêmico no norte da Colômbia. Seu habitat natural são as florestas úmidas das montanhas em áreas tropicais e subtropicais, pradarias em altitudes elevadas e os rios. Está ameaçado pela perda do seu habitat, além de doenças como o Chytridiomycota e Batrachochytrium dendrobatidis..